# Неотвратимая сила
«Неотвратимая сила» — американский триллер.

## Сюжет
Сержант полиции готовится уйти на заслуженный отдых и не желает напоследок ввязываться в какое бы то ни было дело. Его босс, желая предохранить его от различных конфликтов, даёт сержанту обычную на вид молодую напарницу. Но та оказывается весьма энергичной и деятельной женщиной, постоянно попадающей в опасные ситуации. Одной из таких ситуаций для сержанта и его напарницы стало противостояние с группой террористов, захватившей супермаркет и удерживающей там заложников.

## В ролях
- Стейси Кич — Харрис
- Синтия Ротрок — Шарлотта
- Кристофер Ним — Джеймс
- Кэтлин Гарретт — Арла